# Болдур
Болдур (рум. Boldur) — село у повіті Тіміш в Румунії. Входить до складу комуни Болдур.
Село розташоване на відстані 366 км на північний захід від Бухареста, 43 км на схід від Тімішоари.

## Населення
За даними перепису населення 2002 року у селі проживали 664 особи. Рідною мовою 660 осіб (99,4%) назвали румунську.
Національний склад населення села:
| Національність | Кількість осіб | Відсоток |
| -------------- | -------------- | -------- |
| румуни         | 657            | 98,9%    |
| угорці         | 7              | 1,1%     |